# Anomalotinea cubiculella
Anomalotinea cubiculella är en fjärilsart som beskrevs av Otto Staudinger 1859. Anomalotinea cubiculella ingår i släktet Anomalotinea och familjen äkta malar. Inga underarter finns listade i Catalogue of Life.